# Sarmatia malagasy
Sarmatia malagasy är en fjärilsart som beskrevs av Pierre E.L. Viette 1968. Sarmatia malagasy ingår i släktet Sarmatia och familjen nattflyn. Inga underarter finns listade.